# This Is My Time (canción)
"This Is My Time" (en español Éste Es Mi Momento) es una canción de la cantante, actriz y compositora estadounidense Raven-Symoné, grabada para su tercer álbum de estudio con el mismo nombre.

## Información
La canción fue escrita por Raven-Symoné, Robbie Nevil, coescrita y producida por Matthew Gerrard.
La canción aparece en tanto en la película The Princess Diaries 2: Royal Engagement como en su banda sonora, realizó incluso una entrevista y un video en el estudio grabando la canción tanto para la promoción de la película como la del disco. También aparece en el álbum Disney Girlz Rock y el remix aparece en la segunda banda sonora, de la serie original de Disney Channel That's So Raven.

## Charts
Aunque la canción no fue lanzada como sencillo o canción promocional, logró entrar en el Top de Reino Unido.
| Chart (2004)                  | Posición |
| ----------------------------- | -------- |
| UK Singles Chart              | 1        |
| Chart (2010)                  | Posición |
| iTunes Canadá Música Infantil | 23       |
| Chart (2011)                  | Posición |
| iTunes México Música Infantil | 75       |

## Créditos y personal
- Compositores: Raven-Symoné, Matthew Gerrard, Robbie Nevil.[10]
- Productor: Matthew Gerrard.[10]
- Mezcla: Krish Sharma.[10]